# Rock It! (Magazin)
Rock It! ist ein achtwöchentlich erscheinendes Musikmagazin. Es erscheint in Düsseldorf. Die erste Ausgabe erschien im Jahr 2000. Rock It! wird in Deutschland, Österreich, Luxemburg und in der Schweiz vertrieben. Das Heft gibt es sowohl im Einzelhandel als auch im Abonnement.

## Heftinhalte
Rock It! beschäftigt sich hauptsächlich mit den Musikstilen Hard Rock, Rockmusik, Heavy Metal und Adult Orientated Rock. Jede Rock-It!-Ausgabe enthält neben Nachrichten, Interviews, Rezensionen und Konzertbesprechungen auch noch diverse Rubriken wie Rock 'n' Roll ABC, Soundtrack des Lebens, Glaubensfragen oder Nacktscanner. Jede Ausgabe enthält zudem eine CD mit Titeln aktueller Veröffentlichungen der genrerelevanten Bands.

## Redaktion
Herausgeber und Chefredakteur ist Gerald Siebenmorgen. Als Koordinator und Redaktionsleiter unterstützt ihn Jürgen Will. Neben Tom Lubowski (Metal Hammer) schreiben als freie Autoren Alexander Möller, Hartl Grill, Jürgen Tschamler, Martin Schneider, David Wienand, Mia Lada-Klein, Walter Scheurer und Manfred Thanner für das Magazin.

## Erscheinungsformen
Das Rock It! erscheint ausschließlich als Printausgabe.